# Кастр (регбійний клуб)
Кастр Олімпік (фр. Castres olympique) або просто Кастр — французький регбійний клуб, який виступає в Топ 14. Клуб міститься в місті Кастр, Окситанія, що у Франції. Команду було засновано у 1898 році, проте сьогоднішню назву було прийнято в 1906. Колектив проводить домашні матчі на стадіоні Стад П'єр-Антуанн, що вміщає 11 500 глядачів. Традиційні кольори клубу — синій і білий.

## Історія
У 1898 році декілька випускників Кастрського міського коледжу зібралися в одному з центральних барів і вирішили створити спортивний клуб. Спочатку організація була мультиспортивна, проте в 1906 році регбісти, незадоволені домінуючим становищем велосипедистів, покинули структуру. Спортсмени вирішили сформувати власну виключно регбійну команду. Було вирішено, що команда носитиме назву Кастр Олімпік і буде виступати в синьому, білому і сірому кольорах замість жовтого та чорного.
15 років пізніше, цей клуб поповнив число провідних французьких команд. З тих пір Кастр є одним з постійних учасників вищої ліги. Регбісти провели в секції «Б» лише пару сезонів в 80-тих роках. Команда виступала з перемінним успіхом. У 1948, команда Кастра виграла свій перший національний кубок. Рік по тому регбісти здобули перемогу в чемпіонаті Франції і змогли захистити цей титул ще і в 1950. З 1960-тих команда грала досить посередньо і трофеїв не вигравала. Ситуація змінилася в 1988 році, коли Кастр очолив місцевий бізнесмен-фармацевт П'єр Фабр. Уже в 1993 році колектив став триразовим чемпіоном Франції, а в 1995 заграв у фіналі, де, однак, поступився команді з Тулузи.
У сезоні 2012/2013 клуб здобув свій четвертий чемпіонський титул. Команда зайняла лише четверте місце в регулярному сезоні, однак пройшла як в перший раунд плей-офф, так і в півфінал. У підсумковому матчі Кастр обіграв Тулон з рахунком 19:14.
Власник клубу, П'єр Фабр помер 20 липня 2013.

## Досягнення
Топ 14
- Чемпіон: 1949, 1950, 1993, 2013
- Віце-чемпіон: 1995

Кубок Франції
- Переможець: 1948

Шаленж Ів дю Мануар
- Друге місце: 1993

Група «Б» чемпіонату Франції
- Переможець: 1989

Європейський кубок
- Віце-чемпіон: 1997, 2000

Європейський щит
- Чемпіон: 2003

## Фінальні матчі
Чемпіонат Франції
| Дата           | Чемпіон | Фіналіст    | Рахунок | Стадіон                  | Вболівальники |
| 22 травня 1949 | Кастр   | Стад Монтуа | 14:3    | Стад де Пон Жюмо, Тулуза | 23 000        |
| 16 квітня 1950 | Кастр   | Рейсінг 92  | 11:8    | Стад де Пон Жюмо, Тулуза | 25 000        |
| 5 червня 1993  | Кастр   | Гренобль    | 14:11   | Парк де Пренс, Париж     | 48 000        |
| 6 травня 1995  | Тулуза  | Кастр       | 31:16   | Парк де Пренс, Париж     | 48 615        |
| 1 червня 2013  | Кастр   | Тулон       | 19:14   | Стад де Франс, Сен-Дені  | 80 033        |
| 31 травня 2014 | Тулон   | Кастр       | 18:10   | Стад де Франс, Сен-Дені  | 80 174        |

## Сезон 2016/17 Топ 14
| \| \| 2016–17 Топ 14 таблиця \| watch · edit · discuss \| |                        |                        |          |       |         |         |            |                     |          |             |                |                 |      |
| | Клуб                   | Розіграних             | Виграних | Нічия | Програш | Бали за | Бали проти | Різниця балів Diff. | Проби за | Проби проти | Здобуті бонуси | Втрачені бонуси | Бали |
| 1 | Атлантик Стад Рошель   | 17                     | 10       | 3     | 4       | 439     | 313        | +126                | 42       | 24          | 5              | 3               | 54   |
| 2 | АСМ Клермон Овернь     | 17                     | 10       | 3     | 4       | 497     | 351        | +146                | 52       | 36          | 5              | 2               | 53   |
| 3 | Монпельє Еро           | 17                     | 10       | 0     | 7       | 434     | 378        | +56                 | 38       | 33          | 3              | 3               | 46   |
| 4 | Кастр                  | 17                     | 9        | 1     | 7       | 438     | 347        | +91                 | 42       | 27          | 3              | 2               | 43   |
| 5 | Тулон                  | 17                     | 8        | 1     | 8       | 408     | 363        | +45                 | 37       | 35          | 4              | 4               | 42   |
| 6 | Тулуза                 | 17                     | 9        | 0     | 8       | 348     | 333        | +15                 | 32       | 24          | 2              | 4               | 42   |
| 7 | Бордо-Бегль            | 17                     | 8        | 1     | 8       | 397     | 388        | +9                  | 33       | 34          | 1              | 4               | 39   |
| 8 | Сексьйон Палуаз        | 16                     | 8        | 0     | 8       | 366     | 395        | –29                 | 35       | 36          | 1              | 4               | 37   |
| 9 | Брів Коррез            | 17                     | 8        | 1     | 8       | 366     | 414        | -48                 | 24       | 37          | 0              | 2               | 36   |
| 10 | Рейсінг                | 16                     | 8        | 1     | 7       | 350     | 349        | –1                  | 34       | 30          | 2              | 0               | 36   |
| 11 | Стад Франсе            | 17                     | 7        | 1     | 9       | 397     | 431        | –34                 | 38       | 39          | 2              | 2               | 34   |
| 12 | Ліон                   | 16                     | 6        | 2     | 8       | 325     | 361        | –36                 | 24       | 26          | 2              | 3               | 33   |
| 13 | Гренобль               | 16                     | 4        | 0     | 13      | 392     | 537        | –145                | 37       | 49          | 1              | 6               | 23   |
| 14 | Авірон Байонне         | 16                     | 4        | 2     | 10      | 256     | 453        | –197                | 18       | 47          | 0              | 0               | 16   |
| Якщо команди знаходяться на одному рівні в таблиці на будь-якому етапі, будуть застосовані тайбрейкі в наступному порядку: 1. Класифікація в попередньому сезоні Топ 14 |                        |                        |          |       |         |         |            |                     |          |             |                |                 |      |
| Зелений фон (1 та 2 рядки) отримують пів-фінальні плей-офф місця і візьмуть участь у 2017-18 Європейському кубкові чемпіонів з регбі. Голубий фон (рядки від 3 до 6) здобудуть чвертьфінальні плей-офф місця і візьмуть участь у Кубку чемпіонів. Жовтий фон (7 рядок) авансують до плей-офф щоб отримати шанс позмагатись в Кубку чемпіонів. Білий фон вказує на команди, які здобули місце в Кубку Європи з регбі. Червоний фон (13 і 14 рядки) — команди будуть перенесені до Регбі Про Д2. Фінальна таблиця |                        |                        |          |       |         |         |            |                     |          |             |                |                 |      |
| | 2016–17 Топ 14 таблиця | watch · edit · discuss |          |       |         |         |            |                     |          |             |                |                 |      |

## Знамениті гравці
Французькі гравці
| - Марк Ендрю - Давід Аттоуб - П'єр Бернард - Дейвід Бори - Метью Боуррет - Алан Кармінаті - Ромейн Кабаннес - Томас Кастаньєд - Жерард Шоллей - Антоні Клаассен - Арнод Костес - Янн Делайгу | - Ібрахім Діарра - Рішард Доурт - Бріце Дулін - Карім Гхезаль - Рафаель Ібанез - Бенджамін Кайзер - Лоурент Лабіт - Яннік Форестьєр - Тьєррі Лакруа - П'єр-Жуль Лакафія - Ремі Ламерат | - Лайонел Наллет - Паскаль Папе - Жан-Батіст Пера-Лустале - Маттіас Ролланд - Ніколя Спанжеро - Патрік Табакко - Ремі Талес - Жульям Тауссак - Ромейн Тейлет - Себастьєн Тіллус-Борде - Жульєн Томас - Ромейн Фромент |

Міжнародні гравці
| - Ігнаціо Фернандез Лоббе - Марйо Ледесма - Філ Крістоферс - Поль Воллей - Серемайя Баі - Адріан Лунгу - Аквсенті Гіоргадзе - Антон Пейкрішвілі - Пабло Канавочіо - Раміро Пез - Фабіо Стайбано - Кеес Ленсінг | - Франк Бунке - Карл Хефт - Кеес Мееувс - Кевін Сеніо - Сітівені Сівівату - Гері Веттон - Карена Віхонджі - Руді Вульф - Даррон Нелл - Педрі Ванненбург - Кірілл Кулемін - Пюля Фа'асалеле | - Лалоа Мілфорд - Джо Текорі - Фредді Туйлагі - Ромі Ропаті - Макс Еванс - Річі Грей - Гленн Меткалф - Грегор Товнсенд - Хосе Діаз - Цедрік Гарсія - П'єр-Еммануель Гарсія - Салесі Сіка |